# David O'Hara
David Patrick O'Hara (nacido el 9 de julio de 1965) es un actor de teatro y actor de carácter escocés. Graduado de la Royal Central School of Speech and Drama de Londres, es mejor conocido por sus numerosos papeles secundarios en películas de alto perfil; incluido el irlandés Stephen en Braveheart, el mafioso tonto Fitzy en The Departed, el sicario Mr. X en Wanted y Albert Runcorn en Harry Potter y las reliquias de la Muerte: parte 1. Interpretó al detective. Danny 'Mac' McGregor en The District y Henry Howard, conde de Surrey en Los Tudor.

## Primeros años
O'Hara nació en Glasgow, Escocia, hijo de Martha (de soltera Scott) y Patrick O'Hara, un trabajador de la construcción. Vivía con una gran familia católica y se crio en Pollok Housing Estate. Su familia era católica y de ascendencia irlandesa. Después de dejar la escuela, fue aceptado en un Programa de Oportunidades para Jóvenes, en un teatro comunitario con sede en el Centro de Artes de Glasgow que realizó una gira por las escuelas locales. A los 17 años, se mudó a Londres para estudiar en la Royal Central School of Speech and Drama, pero la abandonó después de dos trimestres por falta de fondos. Regresó a Escocia y consiguió un papel en Comfort and Joy de Bill Forsyth, luego regresó a Central para terminar su último mandato, donde fue el suplente de Ralph Fiennes en El sueño de una noche de verano.

## Carrera
O'Hara apareció en varias producciones de Shakespeare, incluidas Romeo y Julieta en el Regent Park Open-Air Theatre y La comedia de las equivocaciones en The Pleasance. Pasó una temporada con la Royal Shakespeare Company y el Barbican Center, donde protagonizó Bite of the Night, dirigida por Danny Boyle. Apareció como el irlandés "loco" Stephen en Braveheart.
O'Hara tuvo un papel destacado en la serie estadounidense The District, que dejó después de una temporada para regresar al Reino Unido. En 2006, O'Hara apareció como Fitzy, uno de los principales mafiosos de Jack Nicholson en la película ganadora del Oscar The Departed.
En junio de 2009, O'Hara estaba filmando Los Tudor en Dublín. Interpretó a Albert Runcorn y a Harry Potter disfrazado de Runcorn en Harry Potter y las reliquias de la Muerte: parte 1. En abril de 2017, O'Hara apareció como Alistair Fitz en Agents of S.H.I.E.L.D. como el padre de Leo Fitz.

## Filmografía

### Películas
| Año  | Título                                             | Papel                       |
| ---- | -------------------------------------------------- | --------------------------- |
| 1984 | Comfort and Joy                                    | Ingeniero                   |
| 1986 | Link                                               | Tom                         |
| 1989 | Resurrected                                        | Enfermero                   |
| 1992 | The Bridge                                         | Phillip Wilson Steer        |
| 1995 | Braveheart                                         | Stephen                     |
| 1995 | The Near Room                                      | Harris Hill                 |
| 1996 | En el nombre del hijo                              | Frank Higgins               |
| 1997 | The Devil's Own                                    | Martin MacDuff              |
| 1997 | The Slab Boys                                      | Terry Skinnedar             |
| 1997 | The Matchmaker                                     | Sean Kelly                  |
| 1999 | Fever                                              | Will                        |
| 1999 | The Match                                          | El Mecánico                 |
| 1999 | Janice Beard 45 WPM                                | O'Brien                     |
| 2001 | Made                                               | The Welshman                |
| 2003 | Den of Lions                                       | Ferko Kurchina              |
| 2003 | Stander                                            | Allan Heyl                  |
| 2004 | Hotel Rwanda                                       | David                       |
| 2006 | Tristán e Isolda                                   | Donnchadh                   |
| 2006 | The Departed                                       | Patrick "Fitzy" Fitzgibbons |
| 2008 | Doomsday                                           | Michael Canaris             |
| 2008 | Wanted                                             | Mr. X                       |
| 2009 | Darfur                                             | Freddie Smith               |
| 2009 | Jack Said                                          | The Boss                    |
| 2010 | The Kid                                            | Terry                       |
| 2010 | Golf in the Kingdom                                | Shivas Irons                |
| 2010 | Harry Potter y las reliquias de la Muerte: parte 1 | Albert Runcorn              |
| 2011 | Cowboys & Aliens                                   | Pat Dolan                   |
| 2011 | Whole Lotta Sole                                   | Mad Dog Flynn               |
| 2012 | Contraband                                         | Jim Church                  |
| 2012 | Best Laid Plans                                    | Curtis                      |
| 2013 | The Groundsman                                     | Keith                       |
| 2014 | Reach Me                                           | Thumper                     |
| 2015 | The Messenger                                      | DCI Keane                   |
| 2016 | Dias Santana                                       | Calum Mackie                |
| 2016 | The Rising                                         | James Connolly              |
| 2016 | Dirt Road to Lafayette                             | Tom                         |
| 2017 | In Extremis                                        | Alex                        |
| 2019 | Cold Pursuit                                       | Sly                         |
| 2019 | The Professor and the Madman                       | Church                      |
| 2022 | Deus, The Dark Sphere                              | Ulph                        |

### Televisión
| Año     | Título                  | Papel                           | Notas                            |
| ------- | ----------------------- | ------------------------------- | -------------------------------- |
| 1985    | One by One              | Andy                            | 3 episodios                      |
| 1990    | Taggart                 | Malcolm Durie                   | Episodio: "Evil Eye Part One"    |
| 1991    | Chimera                 | Reynolds                        | 2 episodios                      |
| 1991    | Jute City               | Duncan Kerr                     | 3 episodios                      |
| 1990–92 | Screen Two              | Michael / Ronnie Wilson         | 2 episodios                      |
| 1993    | Full Stretch            | Steve Bissell                   | Episodio: "Ivory Tower"          |
| 1994    | Grushko                 | Lev                             | 2 episodios                      |
| 1994    | The Tales of Para Handy | Robert Grant                    | Episodio: "The End of the World" |
| 1994    | Open Fire               | Armed Robber                    | Película de televisión           |
| 1996    | Prime Suspect           | DS Rankine                      | 2 episodios                      |
| 1997    | Oliver Twist            | Bill Sikes                      | Película de televisión           |
| 1999    | Jesús                   | Juan el Bautista                | Película de televisión           |
| 2000    | Donovan Quick           | Clive                           | Película de televisión           |
| 2000–01 | The District            | Det. Danny 'Mac' McGregor       | Película de televisión           |
| 2001    | Crossfire Trail         | Rock Mullaney                   | Película de televisión           |
| 2004    | Pulling Moves           | Nuts & Bolts                    | Episodio: "All Day Long"         |
| 2005    | The Commander           | DCC Stephen 'Blackdog' Blackton | Película de televisión           |
| 2007    | Damage                  | John Ward                       | Película de televisión           |
| 2008    | Trial & Retribution     | DI Jack Mullins                 | Episodio: "The Box: Part 1"      |
| 2010    | Los Tudor               | Henry Howard                    | 9 episodios                      |
| 2012    | Covert Affairs          | Dmitri Larionov                 | Episodio: "Let's Dance"          |
| 2013    | Luther                  | DSU George Stark                | 4 episodios                      |
| 2015    | Gotham                  | Reggie Payne                    | 2 episodios                      |
| 2017    | Agents of S.H.I.E.L.D.  | Alistair Fitz                   | 3 episodios                      |